# Scottish Division One 1922/1923
Třicátý třetí ročník Scottish Division One (1. skotské fotbalové ligy) se konal od 15. srpna 1922 do 28. dubna 1923.
Soutěže se zúčastnilo již nově 20 klubů a vyhrál ji podvanácté ve své historii Rangers FC. Nejlepším střelcem se stal hráč Heart of Midlothian FC Jock White, který vstřelil 30 branek.